# Challenger de Las Vegas 2021
El torneo Las Vegas Challenger 2021 fue un torneo de tenis perteneció al ATP Challenger Tour 2021 en la categoría Challenger 80. Se trató de la 6ª edición; el torneo tuvo lugar en la ciudad de Las Vegas (Estados Unidos), desde el 25 hasta el 31 de octubre de 2021 sobre pista dura.

## Jugadores participantes del cuadro de individuales
| Favorito | País                      | Jugador          | Rank1 | Posición en el torneo |
| -------- | ------------------------- | ---------------- | ----- | --------------------- |
| 1        | Bandera de Estados Unidos | Steve Johnson    | 88    | Primera ronda         |
| 2        | Bandera de Estados Unidos | Denis Kudla      | 91    | Segunda ronda         |
| 3        | Bandera de Estados Unidos | Tennys Sandgren  | 96    | Primera ronda, retiro |
| 4        | Bandera de Alemania       | Daniel Altmaier  | 110   | Segunda ronda         |
| 5        | Bandera de Japón          | Taro Daniel      | 121   | Cuartos de final      |
| 6        | Bandera de Estados Unidos | Mitchell Krueger | 148   | Primera ronda         |
| 7        | Bandera de Ecuador        | Emilio Gómez     | 151   | Cuartos de final      |
| 8        | Bandera de China Taipéi   | Jason Jung       | 161   | Primera ronda         |

- 1 Se ha tomado en cuenta el ranking del 18 de octubre de 2021.

### Otros participantes
Los siguientes jugadores recibieron una invitación (wild card), por lo tanto ingresan directamente al cuadro principal (WC):
- Christopher Bulus
- Aleksandar Kovacevic
- Jordan Sauer

Los siguientes jugadores ingresan al cuadro principal tras disputar el cuadro clasificatorio (Q):
- Dayne Kelly
- Shintaro Mochizuki
- Mukund Sasikumar
- Donald Young

## Campeones

### Individual Masculino
- Jeffrey John Wolf derrotó en la final a  Stefan Kozlov, 6–4, 6–4

### Dobles Masculino
- William Blumberg /  Max Schnur derrotaron en la final a  Jason Jung /  Evan King, 7–5, 7–6(5), [10–5]